# Avraham Horowitz
Avraham Halevi ben Šabtaj Segal Horowitz (1540, Praha – 1615) byl český rabín a autor textů k tóře v 16. století. Působil v Polsku jako dajan a podoroval další tvůrce židovské filozofie a morálky ve svém okolí.

## Život
Avraham Horowitz se narodil jako syn rabína Šabtaje Šeftla Horowitze mladšího jednoho z vůdců pražské komunity a jeho ženy Jochaved, dcery rabiho Akivy ha-Kohena. 
Avraham Horowitz zpočátku studoval v rodné Praze. Později odešel do Polska, kde studoval u Mošeho Isserlese v jeho krakovské ješivě a poté v Lublinu u Solomona Lurii zv. Maharašel. 
Stal se jedním z největších rabínů polského judaismu své doby. V roce 1595 byl zvolen, aby sloužil jako soudce ve Lvově.

### Potomci
Rabi Avraham Horowitz měl několik synů, kteří se také stali rabíny. Jeho syn Ja'akov ze Štěbrešína vydal svou knihu „Jiš Nochlin“ a provedl další korektury. Syn Ješaja Halevi Horowitz je považován za jednoho z největších rabínů své generace a je známý svou knihou „Šenej luchot ha-berit“ (Dvě desky úmluvy).

## Spisy
- Chesed Avraham - komentář k Osmi kapitolám rabiho Maimonida
- Ješ nochalin (יש נוחלין‎; Amsterdam, 1701) – závěť, kterou sepsal svým synům, ve které je vede a učí morálce
- Emek Beracha (עמק ברכה‎; Amsterdam, 1729) - esej o zákonech modlitby a požehnání
- B'rit Avraham (ברית אברהם‎; Lvov, 1875) / Abrahámova smlouva - podrobné pojednání o zpovědi[1]